# Kim Milton Nielsen
Kim Milton Nielsen (3 de agosto de 1960, Copenhague, Dinamarca), es un árbitro de fútbol danés, aunque ya retirado, debutó con 15 años y lo que más destacaba de él era su impresionante altura, 1.96 metros.

## Biografía
Nielsen comenzó arbitrando con solo 15 años y debutando de manera profesional a los 26 años. En 1992 llegó su primer partido de competición internacional al arbitrar la final de la Supercopa de Europa entre el FC Barcelona y el Werder Bremen, en 1994 arbitró la final de la Copa de la UEFA entre el Inter de Milán y el Austria Salzburgo.
En toda su carrera arbitral, arbitró 154 partidos internacionales y 53 partidos de la UEFA Champions League, incluida la final de la temporada 2003/04.
En mayo de 2006 puso fin a su carrera, después de arbitrar su último partido de la Superliga danesa.

## Partidos importantes

### ArgentinaARGvs.ENGInglaterra
En el Mundial 1998, Nielsen arbitró los octavos de final entre Argentina e Inglaterra, en un polémico partido donde Nielsen expulsó a David Beckham después de que este golpeara a Diego Simeone, Inglaterra perdió la eliminatoria en los penaltis y los medios ingleses se cebaron con Beckham, acusándole de ser el principal responsable de la eliminación de Inglaterra e incluso algunos exigieron su retirada de la selección.

### BrasilBRAvs.TURTurquía
En el Mundial 2002, Nielsen arbitró la semifinal que se disputaba entre Brasil y Turquía, era un partido sorprendente pues pocos esperaban que Turquía llegara a las semifinales, el partido lo ganó Brasil con un gol de Ronaldo en el minuto 49.

### Boca Juniorsvs.Bayern de Múnich
La final de la Copa Intercontinental del año 2001 fue dirigida también por el danés Nielsen. En este controvertido partido, Nielsen tuvo actuación bastante desprolija, permitiendo libertad en el juego brusco. Fue también cuestionada la validez del gol con el que el Munich se llevó el partido, a causa de una fehaciente falta en  ataque contra el lateral argentino Clemente Rodríguez en la línea de meta, hecho que el árbitro disimuló. Posteriormente, se podría observar en la jugada de gol, hubo una clara falta del jugador Giovane Élber hacia el jugador de Boca Juniors, reconocida por el mismo jugador: “Agarré por la pierna a un jugador que quería salir por el balón”.

### FC Oportovs.AS Mónaco
Kim Milton Nielsen arbitró la final de la UEFA Champions League de la temporada 2003/04 que enfrentó al FC Oporto y al AS Mónaco, en una final entre dos equipos que pocos esperaban que llegaran a la final de la competición. La labor de Nielsen fue impecable, discurriendo la final sin apenas altercados ya que únicamente mostró tarjetas amarillas a los futbolistas Nuno Valente, Carlos Alberto Gomes y Jorge Costa.